# Jean Rattkay
Le baron Jean Rattkay de Veliki Tabor (en croate Ivan Ratkaj Velikotaborski), né au château de Veliki Tabor en Croatie le 22 mai 1647, mort à Jesús Carichic (Mexique) le 26 décembre 1683, était prêtre jésuite et missionnaire. On lui doit la première carte de la région des Tarahumaras (Province de Chihuahua).

## Sa vie
D'abord page à la cour viennoise de Léopold Ier il y poursuit des études de Droit et de Théologie. C'est en 1664 qu'il entre dans l'Ordre des Jésuites. Il est enseignant, en 1672, au Gymnasium de Zagreb, fondé en 1607. Puis il part avec le père Joseph Neumann comme missionnaire en Nouvelle-Espagne (aujourd'hui 'Mexique'), où ils arrivent en 1680. Ayant appris en six mois la langue des Tarahumaras, il rejoint dans les montagnes la mission de Tutuaca.

## Ses écrits
On lui doit trois chroniques de ses pérégrinations, qui décrivent pour la première fois la région, la vie, la nature et les coutumes des indigènes. La première chronique raconte son voyage de Vienne à Mexico (1678-1680) ; la deuxième chronique narre son voyage depuis la capitale jusqu'au pays des Tarahumaras ; la troisième chronique est assortie d'une carte de la région des Tarahumaras, avec mention des distances et altitudes, des pays du monde, l'emplacement des missions, des places fortes espagnoles et des tribus indiennes, et une indication sommaire des rivières et des montagnes. Cette carte tracée sur un papier, la plus ancienne faite de la région, a été achevée en 1683.

### Les autres jésuites de la famille Rattkay
- Le baron Georges II Rattkay de Veliki Tabor (en croate Juraj Ratkaj Velikotaborski) né le 22 décembre 1612 au château de Veliki Tabor, mort à Zagreb le 1er septembre 1666), fils de Pierre Rattkay et Barbara Erdődy, était prêtre et historien[6]. Il est l'auteur de la première Histoire complète des Croates : Memoria regum et banorum regnorum Dalmatiae, Croatiae et Sclavoniae... ("Mémorial des rois et des bans des royaumes de Dalmatie, Croatie et Slavonie...") écrite dans un esprit catholique et nationaliste et publiée à Vienne en 1652[6].
- Nicolas Rattkay (en croate Nikola Ratkaj), né de Georges (Đuro) Rattkay et d'Euphrosine (Eufrozina) Pálffy le 1er janvier 1601 au château de Veliki Tabor, mort en odeur de sainteté le 25 février 1662 en Inde, fut missionnaire jésuite.
- Dans la famille, Étienne Rattkay (en croate Stjepan Ratkaj) a également été prêtre jésuite.